# ディー・ブラウン (アメリカンフットボール)
ディー・ブラウン（Dadrian LaBreece "Dee" Brown、1978年5月12日 - ）はフロリダ州クリアウォーター出身のアメリカンフットボール選手。NFLで2002年から2006年までプレイしている。

## 経歴
シラキューズ大学では2000年に11試合出場し1031ヤード、1回あたり6.0ヤードを走りランで9タッチダウン、レシーブでも2タッチダウンをあげた。2001年のNFLドラフトの6巡目175番目にワシントン・レッドスキンズに指名されて入団したがレッドスキンズでの試合出場は。カロライナ・パンサーズ、ピッツバーグ・スティーラーズ、クリーブランド・ブラウンズ、カンザスシティ・チーフスでプレイした。2007年8月7日にワシントン・レッドスキンズと契約したがプレシーズンゲームに2試合出場した後、8月30日にカットされた。

## プレイ
2002年のルーキーシーズンにはカロライナ・パンサーズで360ヤードを走り4タッチダウンをあげたが、2005年、2006年所属したカンザスシティ・チーフスでは2年間でわずか45ヤードのランに留まっている。スペシャルチームの選手として評価されておりNFLのロースターに残ることができた。